# Samiljeol
Samiljeol (삼일절) är en nationell helgdag i Sydkorea sedan 1950 och som hålls varje år den 1 mars. 
Mellan åren 1910 och 1945 styrdes Koreahalvön av det japanska imperiet. Många av de som levde i Korea vid tillfället var missnöjda med det japanska styret och blev aktiva inom frihetsrörelser. Den 1 mars 1919 påbörjades massiva demonstrationer och protester över hela Korea. Den japanska militärpolisen försökte stoppa demonstrationerna vilket ledde till våldsamheter och massakrer. Tusentals människor dog, skadades eller arresterades under oroligheterna. 
Samiljeol hålls för att hedra minnet av de som offrade sina liv för landets självständighet. Den här dagen är det vanligt att uppvisa den sydkoreanska flaggan (태극기) utanför sina hem, på sina bilar eller på sina kläder. Klockan 10 på förmiddagen hörs sirener ljuda på flera håll i landet och människor stannar upp med vad de håller på med för att hålla en tyst minut för offren.